# (81948) Eno
(81948) Eno est un astéroïde de la ceinture principale.

## Description
(81948) Eno est un astéroïde de la ceinture principale. Il fut découvert le 31 juillet 2000 au Cerro Tololo par Marc W. Buie. Il présente une orbite caractérisée par un demi-grand axe de 3,21 UA, une excentricité de 0,12 et une inclinaison de 2,70° par rapport à l'écliptique.